# Chalepoxenus tauricus
Chalepoxenus tauricus, descrito por Radchenko em 1989, é uma espécie de formiga originalmente classificada sob o gênero Chalepoxenus, da família Formicidae.
No entanto, devido a revisões taxonômicas, o nome da espécie foi alterado para Temnothorax inquilinus. Essa mudança ocorreu porque Chalepoxenus foi sinonimizado com Temnothorax, tornando Chalepoxenus tauricus um homônimo júnior secundário, o que levou à adoção do novo nome Temnothorax inquilinus.
É endémica da Ucrânia.
Classificação Científica: Temnothorax inquilinus pertence ao reino Animalia, filo Arthropoda, classe Insecta, ordem Hymenoptera, família Formicidae, subfamília Myrmicinae, tribo Crematogastrini e gênero Temnothorax.
Nomenclatura: O nome original da espécie, Chalepoxenus tauricus, foi proposto por Radchenko em 1989, mas foi substituído por Temnothorax inquilinus por Ward e outros em 2014 devido à sobreposição taxonômica com outra espécie.
Distribuição e Habitat: Temnothorax inquilinus é nativa da Ucrânia, o que é indicado por sua descrição inicial e localização do tipo.
Status de Conservação: Esta espécie é considerada vulnerável segundo a IUCN.
A National Center for Biotechnology Information (NCBI) fornece informações adicionais sobre a taxonomia da espécie, incluindo detalhes sobre sua linha evolutiva e os códigos genéticos aplicáveis. Além disso, a Animal Diversity Web oferece uma visão geral da classificação taxonômica da espécie dentro do contexto mais amplo do reino Animalia.